# Parque nacional forestal Dalian Yinshitan
El Parque nacional forestal Dalian Yinshitan (en chino:大连银石滩国家森林公园) es un parque nacional situado en las cercanías de Dalian, provincia de Liaoning, China. También se conoce simplemente como Yinshitan (银石滩).
El parque nacional está rodeado de montañas y muchos ríos pequeños. Rocas y cascadas gigantes rodean el parque. Se encuentra a unos 200 kilómetros de la ciudad costera de Dalian, y 25 km de Zhuanghe (sur de Dalian). Un servicio ferroviario de reciente construcción llamada "Expreso del Mar Amarillo" se acorta el tiempo de viaje a dos horas de Dalian.